# Treehouse of Horror XI
"Treehouse of Horror XI" är det första avsnittet från säsong 12 av Simpsons och det elfte i serien Treehouse of Horror. Avsnittet består av delarna "G-G-Ghost D-D-Dad", "Scary Tales Can Come True" och "Night of the Dolphin. I den första delen dör Homer och tvingas göra en god gärning inom 24 timmar för att komma till himlen, i Scary Tales Can Come True blir Bart och Lisa utlämnade ensam i en skog fylld av sagoberättelser. I Night of the Dolphin hamnar Springfield i krig med delfinerna. Avsnittet sändes 1 november 2000. Detta var den första Simpsons-avsnittet som i USA hade textning för hörselskadade.

## Handling
Familjen Simpson kommer ut ur huset som monster, när de kommer ut blir alla utom Lisa attackerade och dödade av en arg mobb. Lisa går iväg och börjar vissla. 

### G-G-Ghost D-D-Dad
Homer läser vid frukosten sitt horoskop. Det står att han kommer att dö under dagen, och att en kollega kommer att ge honom en komplimang. Marge läser sedan sitt horoskop, där det står att hennes man kommer att dö. Homer tror inte på horoskopet och åker till jobbet. På vägen dit blir han nästan dödad flera gånger. När han har kommit till jobb ger Lenny honom en komplimang. Eftersom Homer fortfarande är vid liv i slutet av dagen skrattar han åt horoskopet, men dödas av en bit broccoli som han äter under middagen. Homer är i himlen och träffar på Sankte Per som berättar att han måste göra en god gärning inom 24 timmar innan han kan komma in genom porten till himlen. Under de närmaste 24 timmarna, försöker Homer att göra goda gärningar, till exempel rädda Bart från att mobbas av Nelson Muntz och hjälpa Agnes över gatan med Homer misslyckas. Med en minut kvar av dygnet börjar en barnvagn skena och Homer räddar barnet däri, precis innan barnvagnen blir förstörd efter den krockade med bilarna på bilvägen. Homer återvänder till himlen, däremot har Per inte sett Homer utföra sin goda gärning eftersom han läste en tidning. Homer skickas då till helvetet där djävulen börjar gnugga honom. Homer skriker av smärta, men djävulen uppmanar honom att vara tyst eftersom han väcker John Wayne, som dock redan vaknat.

### Scary Tales Can Come True
Familjen Simpson är bönder som bor i en stuga. Homer kommer hem med beskedet att han har fått sparken och överger sina barn Bart och Lisa i skogen för att lösa familjens brist på mat.  Bart och Lisa börjar vandra i skogen och besöker huset där de tre björnarna bor. Bart och Lisa lämnar de tre björnarnas hus efter att de låst in Guldlock i huset så hon blir uppäten av de tre björnarna. Marge får reda på vad Homer gjort med ungarna och ber honom hämta dem så de kan sälja dem. Medan Homer börjar leta efter sina barn i skogen och träffar han på Rapunzel som är instängd i ett torn. Rapunzel ber Homer rädda henne och sänker ner sitt hår så att han kan klättra upp till henne, då Homer börjar klättra river han loss Rapunzels hår från hennes hårbotten. 
Bart och Lisa besöker ett pepparkakshus som ägs av en häxa. Häxan erbjuder mat till Bart, som han gärna börja tugga i sig medan hon tvingar Lisa till att städa. Lisa frågar häxan att hon inte har någon pojkvän, men hon hävdar att det finns en som heter George Cauldron (George Kittel). Lisa retar då häxan så hon bestämmer sig för att äta ungarna men innan de hinner in i ungen kommer Homer till undsättning. Han börjar äta husets väggar vilket gör att häxan förvandlar honom till en kycklingfiskåsnakvast-varelse. Häxan försöker sen stoppa in Homer i ugnen, men Homer övermannar henne och knuffar häxan in i ungen. Homer blir sitt gamla jag och en man vid namn George Cauldron kommer för att hämta Suzanne. Homer berättar att det dröjer 20 minuter till innan hon är klar. Familjen är lyckliga, Homer är fortfarande en kyckling i baken, vilket har gjort att de nu har mat så det räcker till hela familjen, eftersom han kan göra ägg så det räcker till en hel måltid.

### Night of the Dolphin
Familjen Simpson besöker Springfield Marine World, där Lisa tycker synd om delfinen Snorky. Lisa befriar Snorky ut ur parken ut till havet. Snorky kontaktar efteråt sina delfinvänner för att berätta om deras hämnd. Delfinerna börjar attackera invånarna i Springfield som befinner sig vid havet och börjar sen marschera mot staden. Snorky kommer stadsmötet och börjar tala med människoröst och berättar att delfiner borde förut på land, men blev förvisad till havet av deras förfäder. Snorky förvisar han hela mänskligheten att leva i vattnet. Människorna tänker lyda dem i början men efter att en delfinunge bet Lisa börjar människorna attackera dem. Det slutar med att mänskligheten har förlorat och de boende i Springfield bor nu i havet. I slutet visas en bild från luften där man ser ett dussin lik, som stavar "THE END?" (Slut?). Kang & Kodos klagar på att de inte fick vara med i år och får ett samtal om de vill medverka i en reklam för Old Navy.

## Produktion
Avsnittet regisserades av Matthew Nastuk och skrevs av Rob LaZebnik, John Frink, Don Payne och Carolyn Omine. Den första delen skrevs av Rob LaZebnik efter en idé av Mike Scully. "Scary Tales Can Come True" skrevs av John Frink och Don Payne. Idén kom från en annan författare. "Night of the Dolphin" skrevs av Carolyn Omine efter att författarna ville ha ett avsnitt som skulle innehålla en hyllning till ett djur och valde delfiner, eftersom de är det vänligaste djuret som de kunde komma på. Snorkys röst är Harry Shearers vanliga röst. Under manusarbetet glömde de ta med Kang och Kodos, därför lades de till i slutet. Delen "Night of the Dolphin" baserades senare i en nivå i spelet, The Simpsons Game.

## Kulturella referenser
Inledningen är en parodi på The Munsters. "Scary Tales Can Come True" är en parodi på Grimm's Fairy Tales.  Scenen där barnets vagn börjar skena liknar en scen i De omutbara. Början av "Night of the Dolphin" är en parodi på Rädda Willy. Scary Tales Can Come True är baserat på klassiska sagor. Scenen när Delfinerna är utanför stadshuset är en parodi på Fåglarna. Historien är i övrigt baserat på Operation Alpha. När häxan nämner namnet på sin pojkvän är parodi av Jan i The Brady Bunch.

## Mottagande
Matt Haigh i Den of Geek anser att det är ett av de roligaste halloween-avsnitten i serien. Matt Groening anser att den sista delen är hans favorit i serien av Treehouse of Horror-delarna.